# Герб Бремена
Герб Бремена — символ федеральної землі Німеччини Бремен. Як свій малий герб вільне ганзейське місто Бремен сьогодні використовує «Ключ Бремера». Він також є частиною середнього та великого гербів.

## Опис
На гербі вільного ганзейського міста Бремен на червоному тлі срібний ключ готичної форми з чотирилисником («Бремерський ключ»), покладений у перев'яз і з бородою, повернутою вліво. На щиті золота корона, на якій зображено п'ять зубців у формі листя над обручем, прикрашеним дорогоцінним камінням (в ордені Священної Римської імперії німецької нації — маркграфська корона, «Середній герб»). На «Малому гербі» зображено лише ключ без корони. Натомість «Великий герб» також має консоль або стрічкоподібну основу, на яку спирається щит. Щит тримають передніми лапами два прямостоячих леви, які дивляться назад.

## Історія
Витоки головного герба Бремена як земельної емблеми можна простежити у розвитку міської печатки. Найдавніша згадка про печатку міста Бремен датується ХІІІ століттям; вперше вона згадується в документі 1229 року, але, найімовірніше, існувала дещо раніше. Вона була створена, коли Бременська рада (вперше задокументована у 1225 р.) хотіла самостійно укладати договори, наприклад, з фризами Рюстрінгерів у 1220 р. Той факт, що рада прийняла печатку, є ознакою її статусу як юридичної особи і демонструє зростаючу незалежність городян від єпископа.

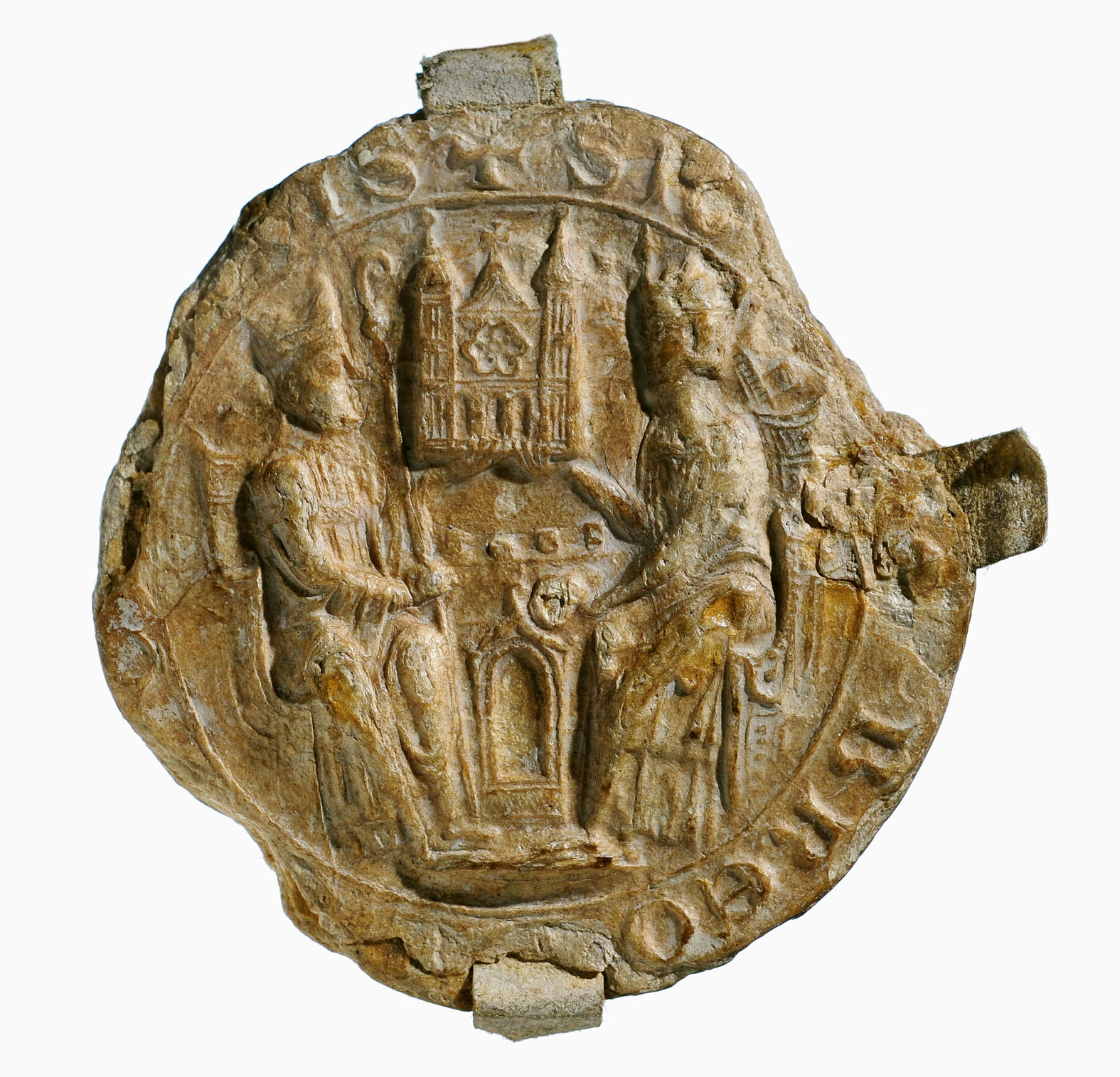
Печатка міста Бремен, 1230—1366

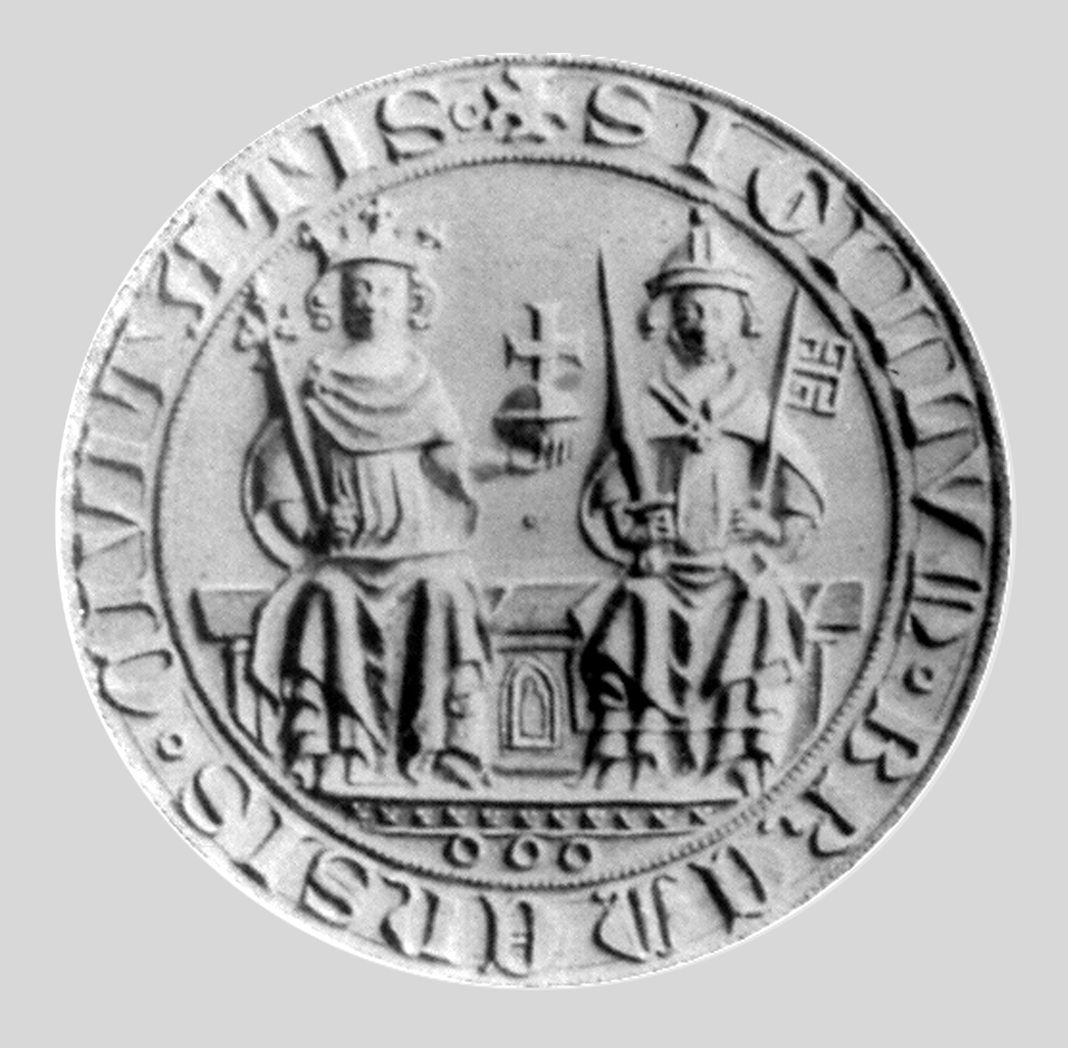
Печатка міста Бремен, 1366—1833

На цій першій міській печатці Бремена ліворуч зображено єпископа з єпископським капелюхом і посохом праворуч (з 780 року у місті розміщено резиденцію єпископа), а праворуч імператора з короною та імперською державою, що тримають між собою Бременський собор. Між ними — зубчаста міська стіна з брамою посередині. Це, безсумнівно, Віллехад і Карл Великий, оскільки середньовічна традиція приписує їм походження міста та собору. Напис на печатці: SIGILLVM BREMENSIS CIVITATIS (лат. «Печатка міста Бремен»). Внаслідок конфліктів між радою та гільдіями міста, а також з Альбертом II Брауншвейг-Люнебурзьким, тодішнім архієпископом Бремена, якого 28 червня 1366 року громадяни та граф Конрад Ольденбурзький вигнали з міста, клемо цієї, ймовірно, першої печатки, була знищена у 1366 році. Рада записала 9 серпня 1366 року: «Unde dat inghezegel lete wy ok enttwey slan, do it erst in unse wolt wedder quam» (ми також зламали печатку, коли вона повернулася до нашої влади).

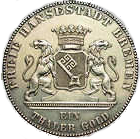
1 золотий талер: бременська монета 1863 року

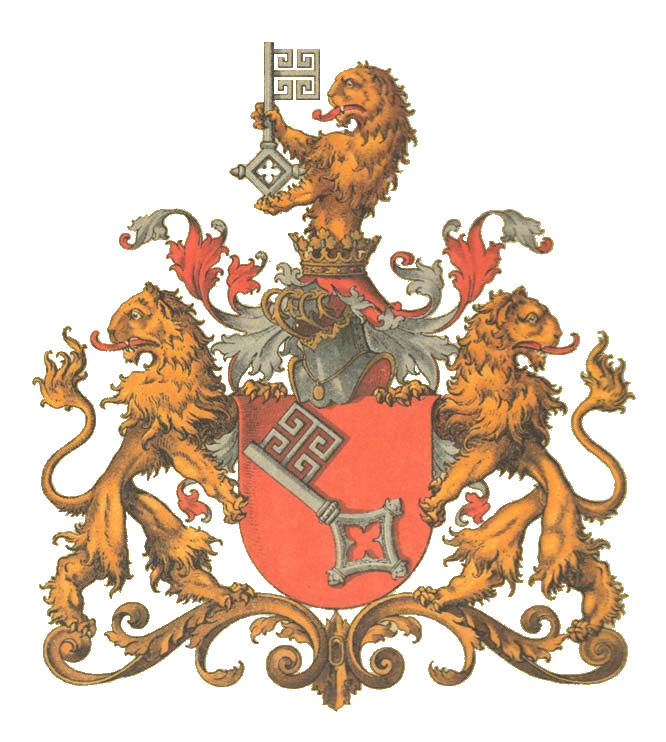
Герб вільного ганзейського міста Бремен у Німецькій імперії

Одразу після знищення старої печатки в 1366 році була створена нова. Ліворуч сидів імператор з короною, скіпетром і кулею, а праворуч сидів святий Петро з тіарою, папським капелюхом, мечем у правиці та ключем у лівиці. Форма представлення заснована на печатці капітула Бременського собору, яка була поширеною в той час, з Марією з немовлям і Петром, які сидять разом на лавці. Прагнення бременців до свободи яскраво виражається їх відверненням від єпископа: імператор займає більш важливе місце зліва, а єпископа, який стояв за старих, архієпископських правителів міста, замінює святий покровитель Петро як апостол Христовий і попередник пап. Цю печатку використовували понад 460 років, у наш час переважно для скріплення угод з нерухомістю, поки вона повністю не втратила свою функцію через прийняття нового розпорядження про спадщину та матеріальне майно 19 грудня 1833 року та була передана до державного архіву вищим судом. Зараз в архіві.
Якщо на великих печатках завжди були зображені єпископ і правитель, то на малій печатці був зображений Петро з ключем. На маленькій гербовій печатці, яка використовується з 1366 року, Петро видно на троні над гербом з ключем, який тут з'являється вперше. Починаючи з 1369 року, коли архієпископ заклав права на карбування міста, ключ з'явився на бременських монетах, а згодом і на міських пейзажах.
Бременський ключ походить як атрибут Петра, покровителя Бременського собору. Це «ключ Царства Небесного», який походить від цитати з Біблії: «Я дам тобі ключі від царства небесного». Щодо варіантів гербів на бременських монетах: архієпископ Бременський також мав герб-ключ, але зазвичай у варіанті з перехрещеними подвійними ключами. Він мав лише індивідуальний ключ, нанесений на свої монети, але з характерною іншою формою бороди (дзеркальне подвійне S), яка використовувалася на муніципальних і єпископських монетах з 1369 року. Саме це зображення продовжувало використовуватися протягом тривалого часу, навіть після того, як 1541 року місто остаточно перебрало від архієпархії права карбування монет. Лише 1634 року, коли оперативне управління Бременським монетним двором було передано від майстра монетного двору до ради, на зображеннях монет ключ назавжди набув свого «офіційного» вигляду (борода з чотирма складками).
Кольори герба були кольори Ганзи та Старого Королівства: червоний і білий. Щитотримачів зазвичай можна знайти лише з XVI століття, але янголи як щитоносці були зображені вже в 1405 році на щоці Святого Петра в ратуші. Після Реформації, у другій половині XVI століття янголи, які використовувалися до того часу, поступово були замінені левами, які після 1650 року постійно повертали свої голови назовні. У 1617 році також був доданий шолом, який не мав бути використаний згідно з рішенням Сенату від 1651 року, але залишався дуже популярним у неофіційних зображеннях, був знову офіційно дозволений 1891 року і досі прикрашає герб прапора. Корона на гербі походить з XVII століття.

Наполеонівський герб Бремена, 1811 рік

1811 року під час французької ери в Бремені герб був докорінно змінений Наполеоном. Це єдиний герб Бремена, на якому кольори були відмінні від історичних. На ньому були зображені три золоті бджоли в червоній главі щита, включно з чорним золотим ключем. 1804 року Наполеон I зробив своєю емблемою бджолу, щоб представити свою франконську традицію. Зображення бджіл були знайдені в Турне 1653 року на могилі Хільдеріка I, який 457 року заснував династію Меровінгів. Тому бджоли вважаються найдавнішим символом у Франції та є алегорією безсмертя та відродження. Бремен мав приєднатися до 50 інших міст у цій «відзнаці», яка коштувала місту чималих грошей. Крім того, червоний і золотий є кольорами родинного герба Бонапарта.
У постанові про герб 1891 року герб Бремена описується як «срібний ключ готичної форми в червоному щиті, піднятий по діагоналі вправо, з бородою, повернутою вліво».

Відтоді Бремен мав малий, середній і великий герб. Останні можна знайти, наприклад, на рукавах бременських поліцейських і співробітників бременської пожежної служби. Існує також прапорний герб. У такому вигляді він був Великим гербом Бремена в Німецькій імперії. Сьогодні його можна побачити лише на прапорах та печатці голови Сенату.

Малий герб «Бременський ключ»
Малий герб
Великий герб
Герб прапора

## Герб району
Оскільки райони не є самостійними одиницями і тому не мають власних державних гербів, «герби» районів можуть бути лише ідентифікаційними символами і не виконувати офіційної функції. Місцеві офіси мають лише офіційну печатку з гербом Бременського ключа. Проте, приблизно в 1980-х роках відбулося «дике зростання громадської геральдики». На додаток до округів, які втратили свою незалежність шляхом інкорпорації (наприклад, Вегесак і Блюменталь), в результаті чого офіційний характер їхніх гербів був втрачений, округи, які не мали жодної геральдичної традиції, також прийняли символи, схожі на герби. Однак вони не можуть використовуватися в офіційних або суверенних цілях.

## Громадський герб

Громадський герб

Герби, як правило, захищені для вільного використання, тобто їх використання потребує спеціального дозволу. Після заснування газети тижневик Die Zeit, що виходить у Гамбурзі, використовував герб Гамбурга в заголовку від першого випуску (лютий 1946 року) до номеру 13 (травень 1946 року). Але вільне і ганзейське місто Гамбург відмовило в подальшому схваленні. Die Zeit звернулася до мера Бремена Вільгельма Кайзена, який 10 червня 1946 року дозволив використовувати герб Бремена. Die Zeit і до сьогодні використовує Бременський ключ і золоту корону.
Сьогодні багато міст і держав розробляють так звані герби, які не підлягають такому спеціальному захисту, але можуть вільно використовуватися. Такий герб є і у вільного ганзейського міста Бремен. Однак ці емблеми не мають статусу герба.

## Ключ і герб як символ ідентичності
[[Datei:Becks Logo.svg|міні| Beck's]]

Norddeutscher Lloyd

Öffentliche Versicherung Bremen

Die Zeit

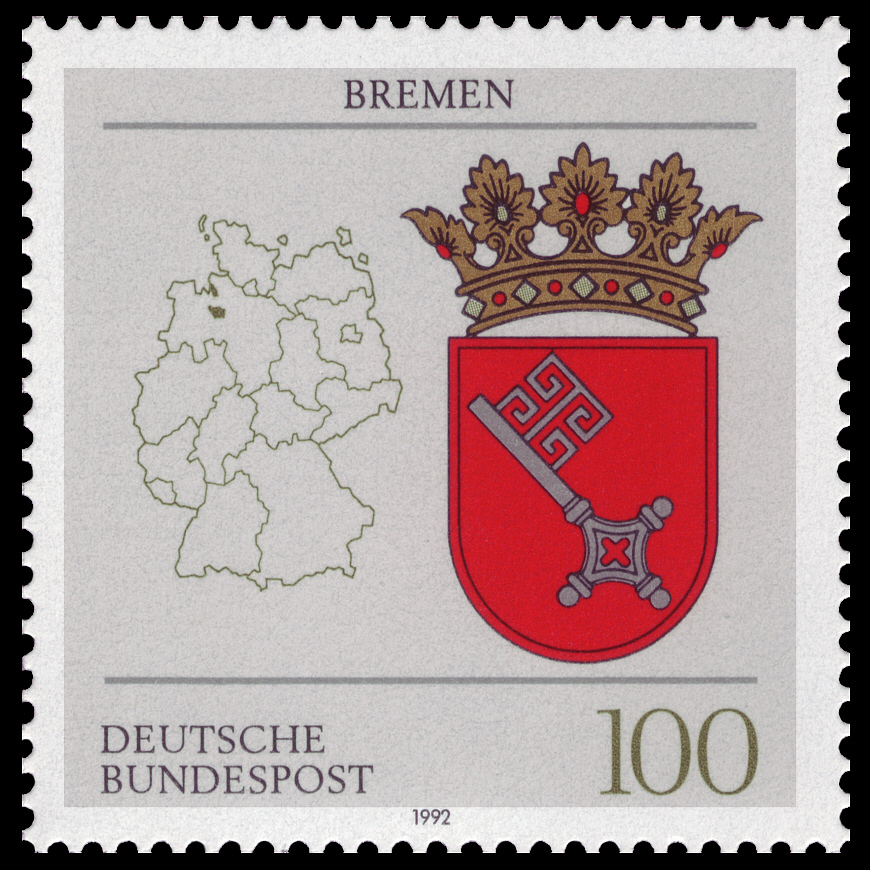
Поштова марка із серії: Герби земель Федеративної Республіки Німеччина від 1992 р.

- Компанія: Бременський ключ використовувався або використовувався різними компаніями як логотип або частина логотипу:
  - Kaiserbrauerei Beck & Co: з 1876 року тодішня Kaiserbrauerei Beck & Co (Beck's) використовувала Бременський ключ із герба як торгову марку. Пізніше компанія змінила логотип і сьогодні використовує товарний знак, який не відповідає гербу Бремена. Ключ більше не має готичної форми і нахилений вправо з точки зору глядача (в геральдичних термінах він нахилений вліво, а борода вправо).
  - Norddeutscher Lloyd: ключ нахилений вліво, як на оригінальному гербі, його можна знайти в логотипах Norddeutscher Lloyd[16].
  - Beilken: вітрильна майстерня Beilken використовує Бременський ключ як символ своєї компанії з моменту свого заснування в 1919 році.
  - Louis Delius & Co.: торгова компанія, заснована 1832 року, також використовує Бременський ключ як свій логотип.
  - Öffentliche Versicherung Bremen використовує Бременський ключ у своєму гербі.[17]
  - Schünemann Verlag має печатку де ключ оточений переломом S.
  - Die Zeit: Гамбурзька тижнева газета використовує Бременський ключ на першій сторінці з 1946 року з дозволу мера Вільгельма Кайзена.
- Газета: «Бременський ключ» також називалася газета, яку заснував Фрідріх Людвіг Маллет (1792—1865).[18]
- Гімн: наприкінці ХІХ століття з'явилася пісня «Бременський ключ» (Der Bremer Schlüssel), яка, ймовірно, також була задумана як гімн Бремена. Вона так і не стала офіційним гімном і канула в Лету у ХХ столітті.[19]
- Відмінність від Гамбурга: Гамбург часто називають воротами у світ. У Бремені єдина відповідь: «І Бремен має ключ до них».
- Суверенітет над Везером: ключовий буй позначає вхід у Везер з 20 квітня 1664 року.
- Клеймування: злочинців часто таврували гербом Бременського ключа за допомогою розпеченого заліза. 1820 року Бремен заборонив таврування.[20]
- Клейма: в епоху цехів бременські срібні марки, олов'яні марки та тканинні печатки з ключем були офіційно необхідними

## Використання у прапорах
Оскільки варіанти герба Бремена були і завжди є частиною прапора Бремена (за винятком прапора з чистим полем), герб завжди використовувався у варіантах державного чи офіційного прапора.

Військово-морський прапор (1893-1921)
Службовий прапор лоцманської адміністрації (1895–1918)
Службовий прапор митниці (1895–1918)
Військово-морський прапор (1921–1933)
Службовий прапор митної адміністрації (1921-1933)
Військово-морський прапор (1933–1935)
Державний службовий прапор Бременського судноплавства (1952)
Військово-морський прапор (1891–1892)
Державний прапор уНімецькій Імперії
Сучасний державний прапор (прапор без герба)
Прапор поточної служби з гербом у центрі
Чинний державний прапор з гербом (прапор Сенату)

## Герб на будівлях Бремена

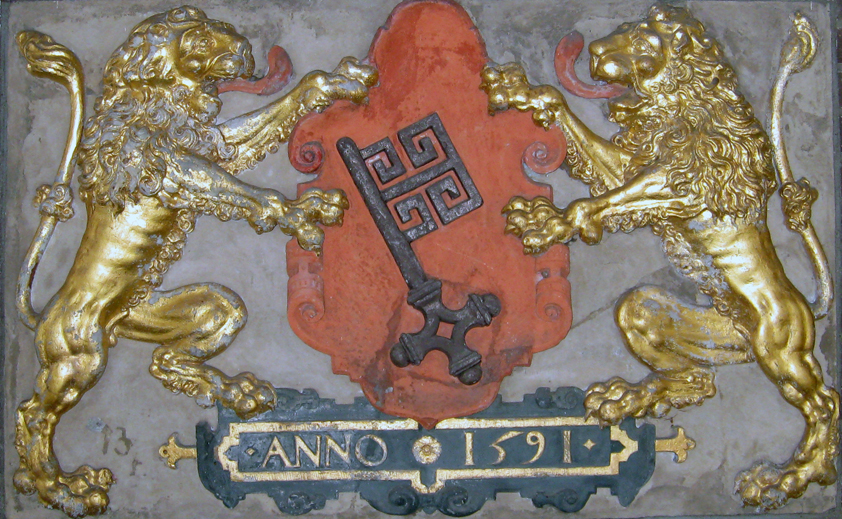
1591 рік, колишнє зерносховище, сьогодні Бременський державний архів
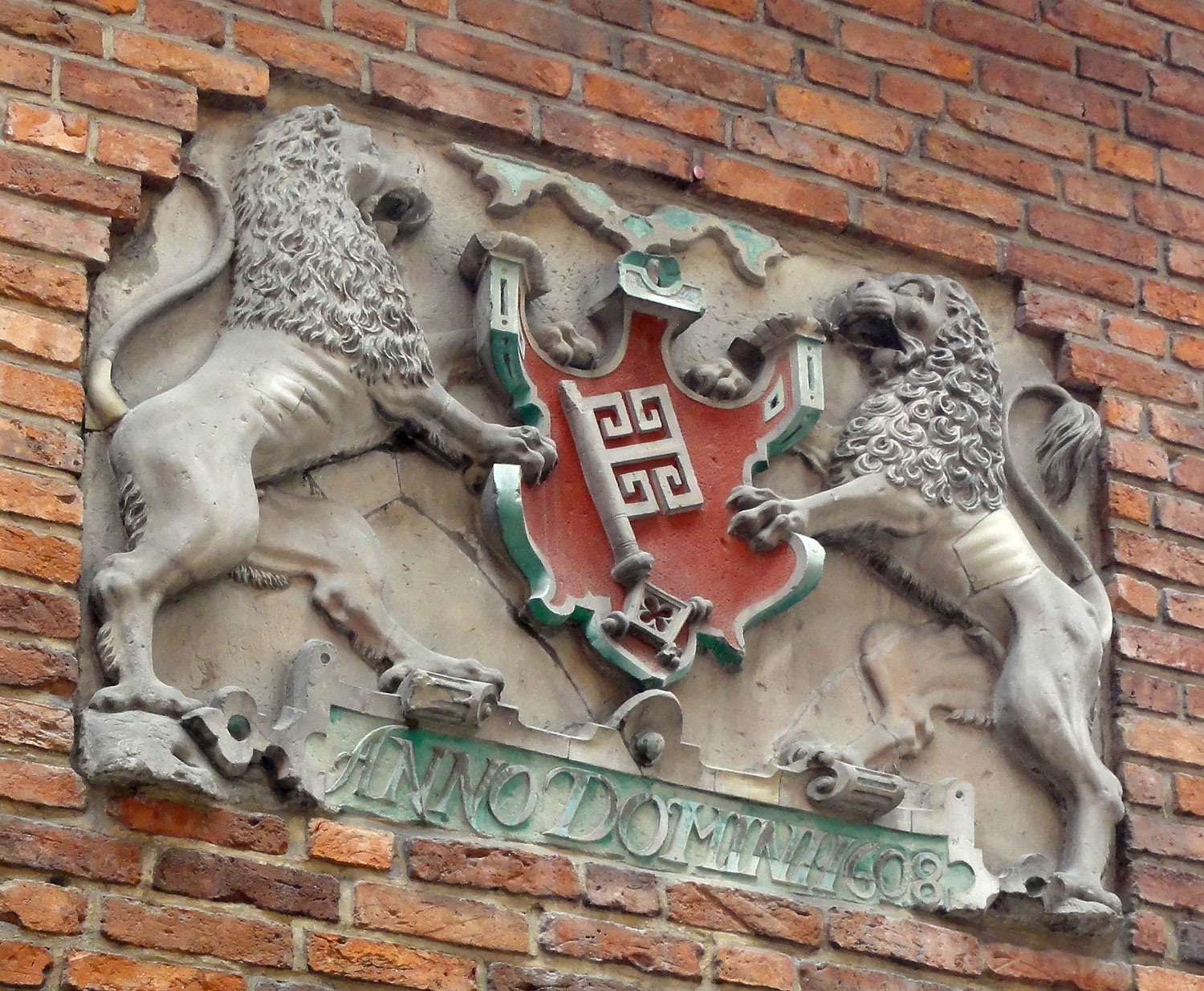
1608, Беттхерштрассе
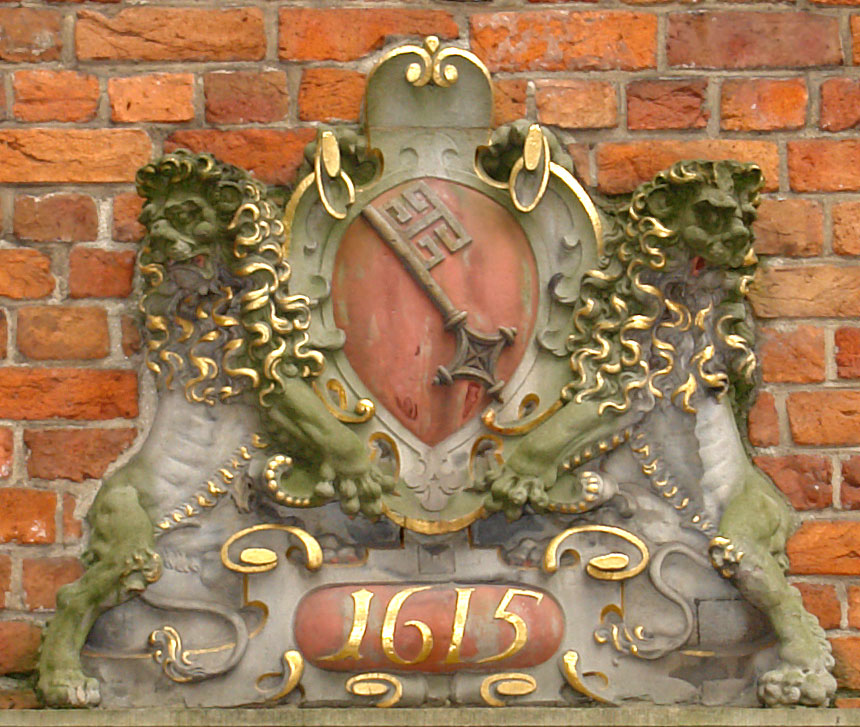
1615 рік, міські ваги
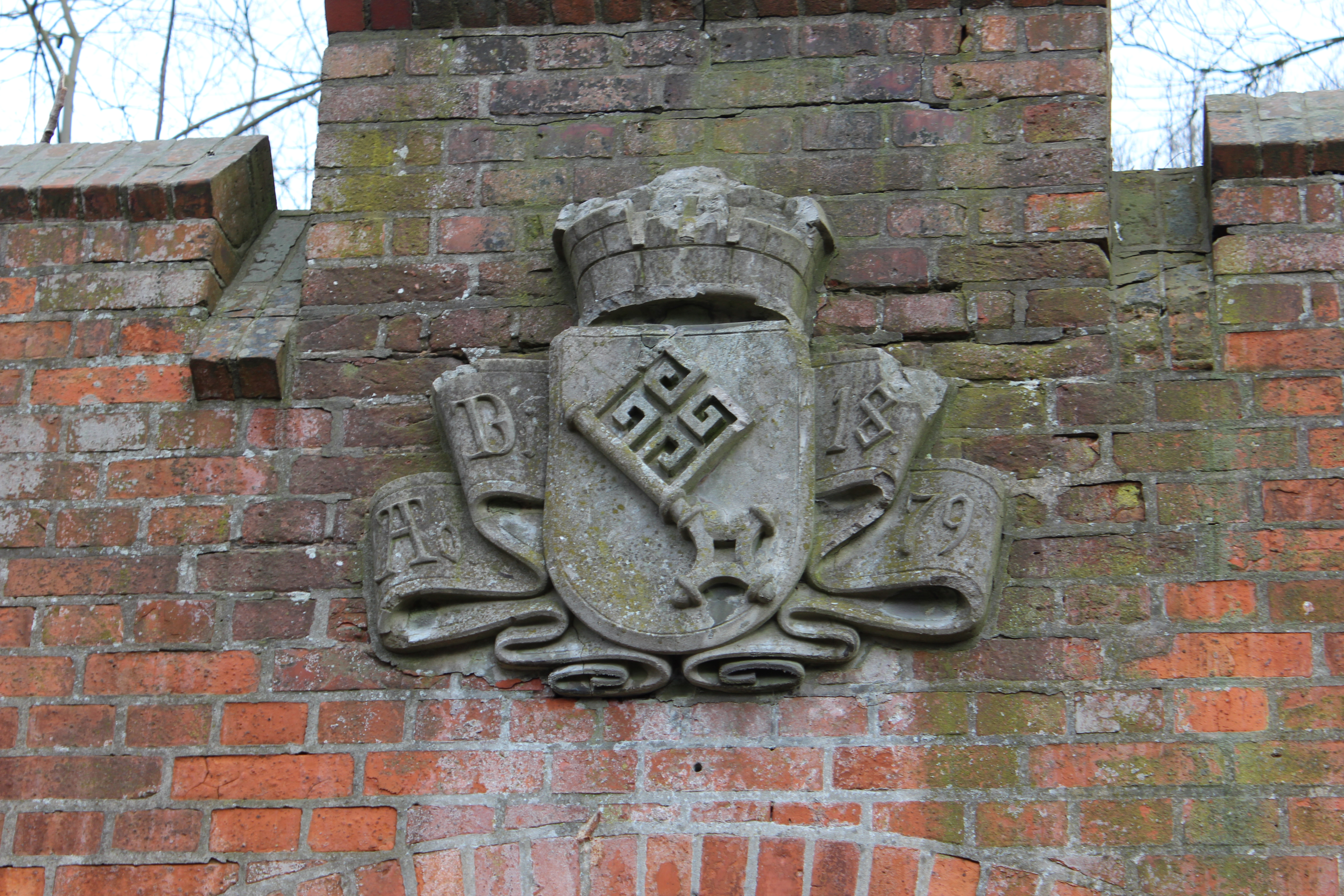
1879, пороховий склад Бремена
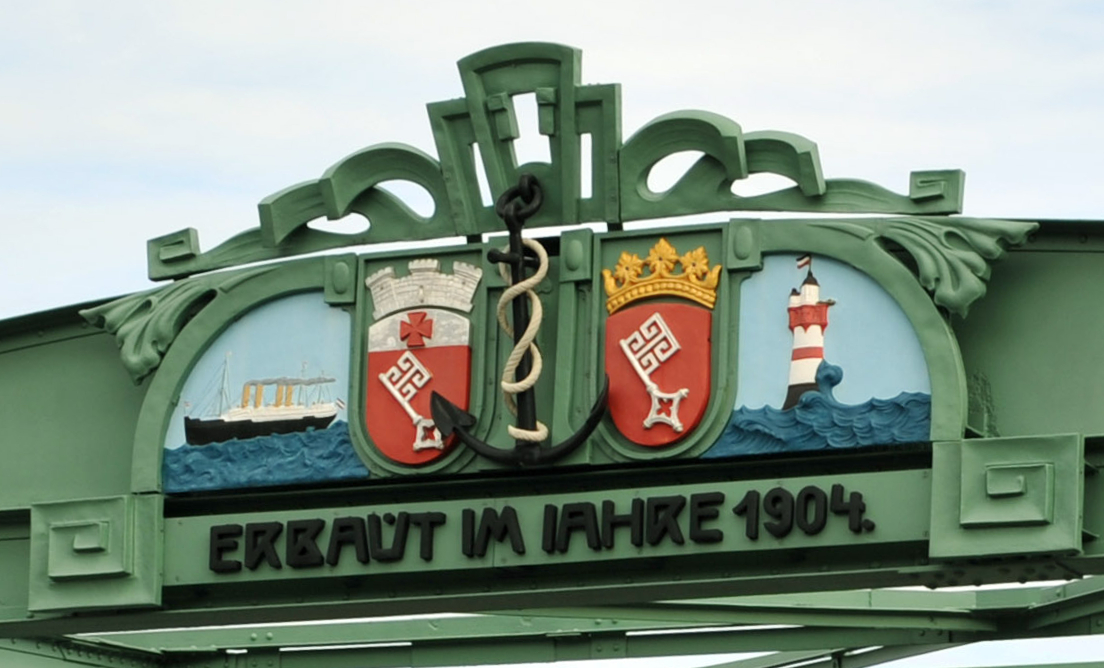
1904, міст Старий Гест Бремерхафен
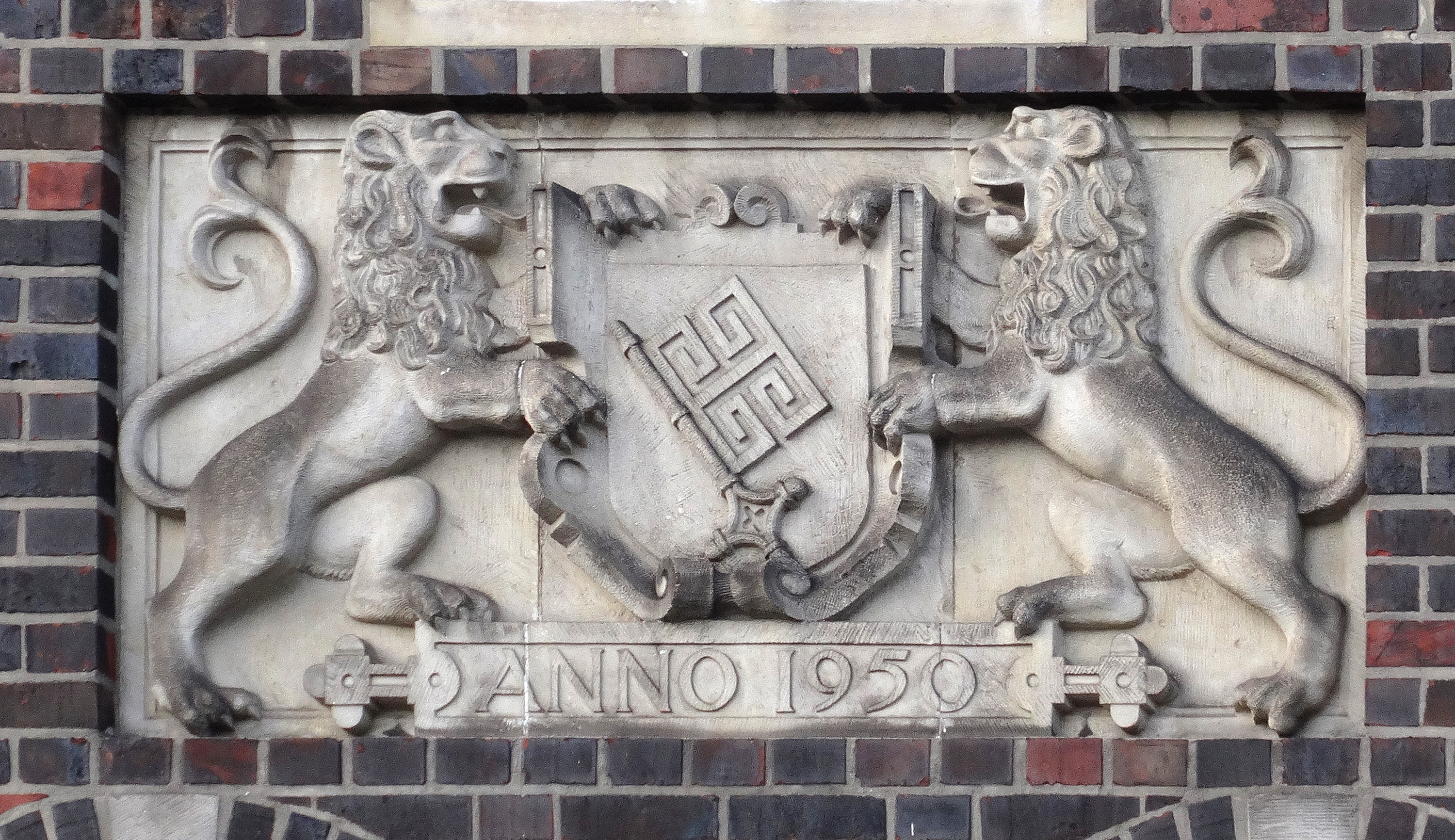
1950, Бременська ринкова площа, № 1 Німецький дім

## Різне
Оскільки тривалий час Бремен мав досить велику територію, інші муніципалітети також мають елементи герба Бремена, наприклад муніципалітет Хаген-ім-Бреміш в районі Куксгафен, основний символ якого походить від герба архієпархії Бремен (хоча позначений двома перехрещеними ключами).

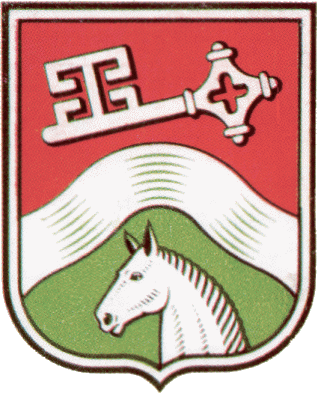
Герб Ахім-Бадена
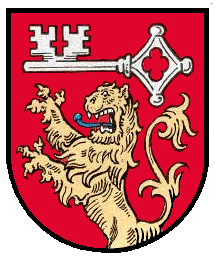
Герб Бад-Бедеркеса
Герб Бремергафена
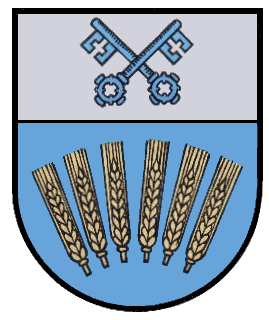
Герб Геестенсета
Герб Гестланда
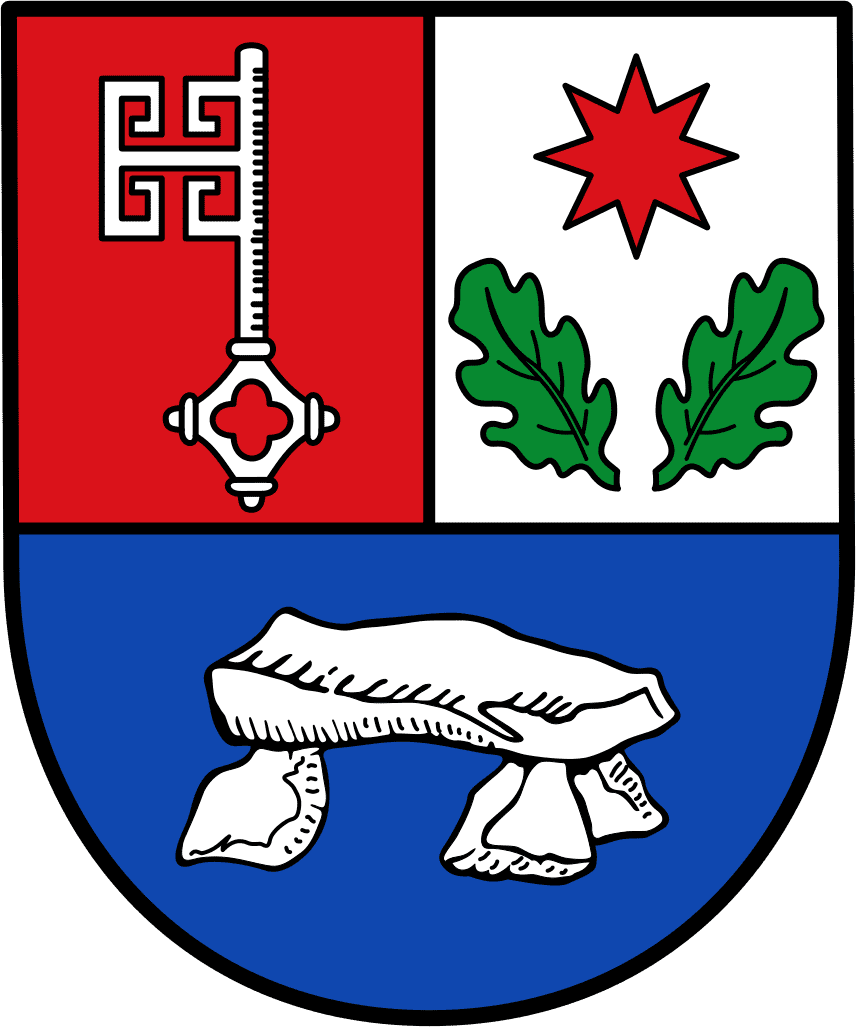
Герб Гаґена в Бремені
Герб Цефена
Історичний герб Бременської архієпархії
Історичний герб імперської території Бремен-Верден
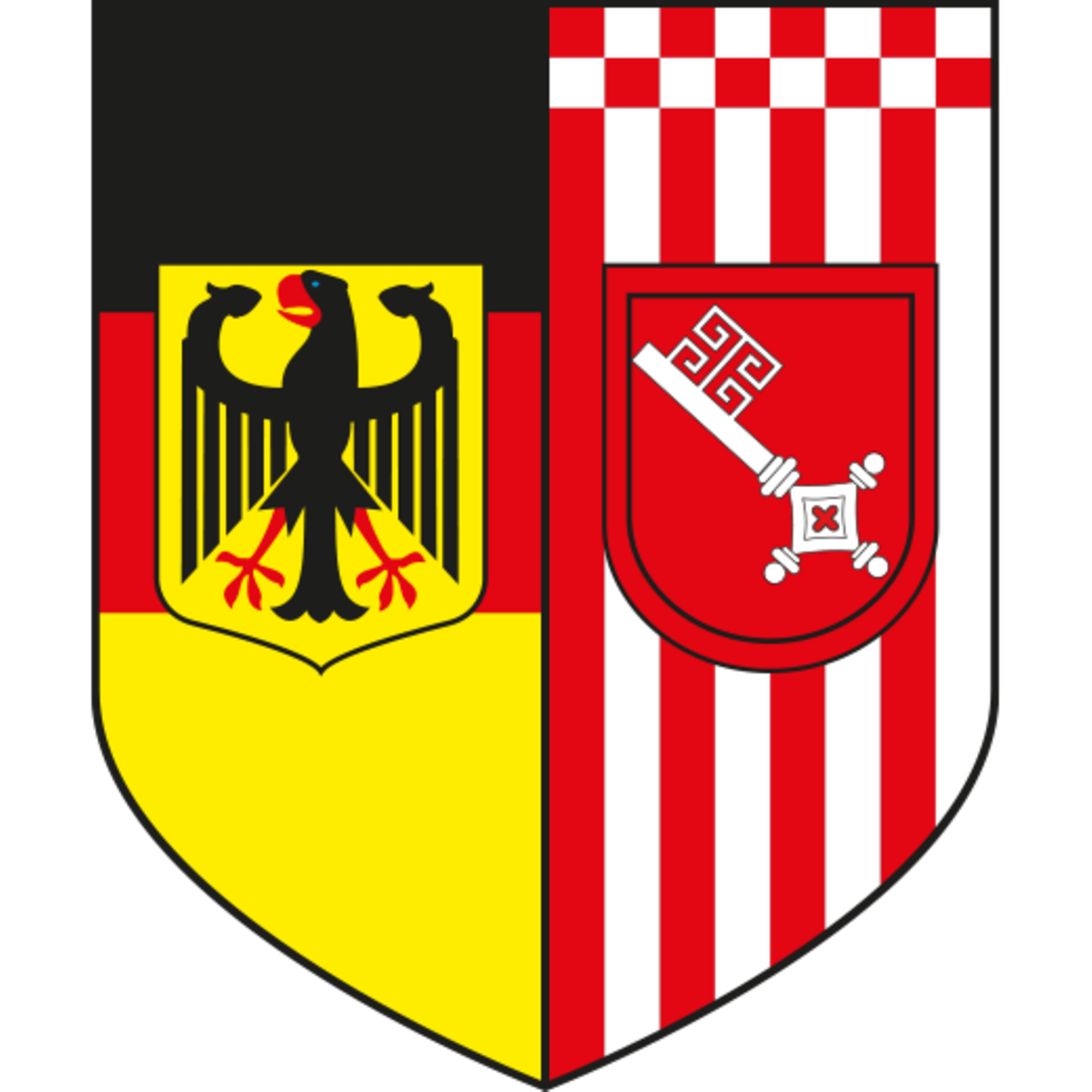
Герб Бременського державного командування Бундесверу. На ньому поєднані малий герб, прапор Бремена і федеральний герб

## Веб-посилання
- www.ngw.nl — Міжнародний сайт громадянської геральдики
- www.bremen.de — На bremen.de: прапор і герб вільного ганзейського міста Бремен